# Artificial Intelligence (serie)
Artificial Intelligence è una serie di album pubblicati dalla Warp Records agli inizi degli anni novanta per mettere in mostra le capacità e i suoni della musica elettronica. La serie comprende anche gruppi e singoli compositori che successivamente diventeranno i leader dell'elettronica, techno e ambient come The Orb, Aphex Twin e gli Autechre.
Le serie è anche considerata un grande contributo all'IDM.

## La serie
| Album                      | Autore                | Pubblicazione    |
| -------------------------- | --------------------- | ---------------- |
| Artificial Intelligence    | A.A. V.V.             | 6 luglio 1992    |
| Surfing on Sine Waves      | Polygon Window        | 11 gennaio 1993  |
| Bytes                      | Black Dog Productions | 15 marzo 1993    |
| Electro Soma               | B12                   | 29 marzo 1993    |
| Dimension Intrusion        | F.U.S.E.              | 7 giugno 1993    |
| Ginger                     | Speedy J              | 21 giugno 1993   |
| Incunabula                 | Autechre              | 29 novembre 1993 |
| Artificial Intelligence II | A.A. V.V.             | 30 maggio 1994   |

Ogni album è stato pubblicato in formato CD e 12" vinile, per ogni album è stata pubblicata anche un'edizione limitata in vinile colorato o trasparente.